# Diadème-Klasse
Die Diadème-Klasse war eine Klasse von drei 74-Kanonen-Linienschiffen der französischen Marine, die von 1756 bis 1797 in Dienst stand.

## Geschichte
Die Klasse wurden von dem Schiffbauingenieur Jacques-Luc Coulomb entworfen und zwischen 1755 und 1758 im Marinearsenal von Brest gebaut.

## Einheiten
| Name                               | Bauwerft         | Kiellegung     | Stapellauf        | Indienststellung | Verbleib |
| ---------------------------------- | ---------------- | -------------- | ----------------- | ---------------- | --- |
| Diadème Brutus (ab September 1792) | Arsenal de Brest | September 1755 | 26. Juni 1756     | November 1756    | Von November 1792 bis Mai 1794 zur 42-Kanonen-Fregatte (Razee) umgebaut, 1797 in Brest außer Dienst gestellt |
| Zodiaque                           | Arsenal de Brest | Oktober 1755   | 19. November 1756 | Februar 1757     | Die Zodiaque war in der Seeschlacht von Cuddalore (1758) und der Seeschlacht bei Negapatam (1758) das Flaggschiff des Chef d’escadre Anne Antoine d’Aché. In der Seeschlacht von Cuddalore fiel der Kommandant des Schiffes Jacques-Antoine de Gotho und d’Aché wurde verwundet. 1784 verkauft |
| Minotaure                          | Arsenal de Brest | April 1756     | April 1757        | Februar 1758     | Ab Juli 1781 Schwimmende Batterie in Saint-Domingue, 1785 Hulk in Brest und im Juni 1787 verkauft |

## Technische Beschreibung
Die Klasse war als Batterieschiff mit zwei durchgehenden Geschützdecks konzipiert und hatte eine Länge von 54,57 Metern (Geschützdeck) eine Breite von 14,13 Metern und einen Tiefgang von 6,66 Metern bei einer Vermessung von 1500 tons (bm) bzw. Verdrängung von 2800 Tonnen.
Die Schiffe der Klasse waren in der damals üblichen Rahtakelage als Fregattschiff mit drei Masten (Fockmast, Großmast und Kreuzmast) ausgeführt. Die Masten und Rahen bestanden aus Kiefernholz, während das circa 80 Tonnen schwere Tauwerk und die circa 2500 m² großen Segel aus Hanf bestanden. Ein zweiter Satz, Segel und Tauwerk wurde im Laderaum als Reserve mitgeführt.
Der aus Eichenholz bestehende Rumpf schloss im Heckbereich mit einem Heckspiegel, in den Galerien integriert waren, die in die seitlich angebrachten Seitengalerien mündeten. Diese waren aus Repräsentationsgründen durch zeitspezifische Schnitzereien und Bildhauerarbeiten geschmückt und bestanden aus Ulmen-, Linden-, Pappel- und Nussbaumholz. Die Beplankung war kraweel ausgeführt, das heißt, die Enden der Planken stießen stumpf aufeinander, so dass eine glatte Außenfläche entstand.
Die Bewaffnung der Klasse bestand aus 74 Kanonen in unterschiedlichen Kalibern und verteilte sich auf die verschiedenen Decks.
|        | Unteres Batteriedeck | Oberes Batteriedeck | Backdeck      | Achterdeck     | Kanonen (Geschossgewicht) |
| ------ | -------------------- | ------------------- | ------------- | -------------- | ------------------------- |
| Design | 28 × 36-Pfünder      | 30 × 18-Pfünder     | 6 × 8-Pfünder | 10 × 8-Pfünder | 74 Kanonen (410,20 kg)    |

## Besatzung
Die Besatzung hatte eine Stärke von 759 Mann (6 bzw. 9 Offiziere und 750 Unteroffiziere bzw. Mannschaften).